# La Pandorica s'ouvre, première partie
La Pandorica s'ouvre, première partie (The Pandorica Opens) est le 12e épisode de la cinquième saison de la deuxième série de la série télévisée britannique de science-fiction Doctor Who, diffusé pour la première fois sur BBC One le 19 juin 2010. Cet épisode et le suivant, qui forment une seule histoire qui termine la saison, ont reçu un Prix Hugo. Une mystérieuse conjuration attire le Docteur à Stonehenge au IIe siècle pour y examiner un objet de légende, la Pandorica.

## Résumé
En France, en 1890, Vincent van Gogh a des visions horribles et peint un tableau intitulé La Pandorica s’ouvre dépeignant la destruction du TARDIS dans une gigantesque explosion avec des coordonnées destinées au Docteur. En 1941, le tableau est retrouvé dans une maison en France et amené à Winston Churchill. Celui-ci contacte River Song en l'an 5145, où elle s'évade de prison pour aller voler la toile dans la collection royale sur le Starship UK ; elle se procure ensuite un manipulateur de vortex par l'entremise d'un trafiquant afin de prévenir le Docteur.
Le Docteur dit à Amy Pond - qui examine toujours avec curiosité sa bague de fiançailles - qu'il a l'intention de visiter la plus ancienne planète de l'Univers afin d'y déchiffrer un message historique. Le message se révèle être l'appel habituel de River Song, « Salut mon petit cœur », ainsi qu'un ensemble de coordonnées écrites dans le « code de base de l'univers ». Le TARDIS, selon ces coordonnées, atterrit dans la Grande-Bretagne romaine en 102 apr. J.-C., où un garde les conduit à River Song déguisée en Cléopâtre. Elle montre le tableau au Docteur, qui jusqu'à présent ne croyait pas à l'existence de la Pandorica, une prison mythique censée contenir le personnage le plus dangereux de tout l'univers. Il raisonne toutefois que si la Pandorica existe réellement, il serait conservé dans un endroit facile à mémoriser - dans le cas présent Stonehenge. Ils chevauchent jusqu'à ce site et découvrent une entrée sous un rocher menant à une caverne. Là se trouve la Pandorica, une boite de métal contenant toutes sortes de systèmes de verrouillage, qui est lentement en train de s'ouvrir. Le Docteur et River Song découvrent que la Pandorica est en train d'émettre à travers le temps et l'espace et que les Daleks, les Cybermen, les Sontariens, les Terileptils, les Slitheen, les Chéloniens, les Nestene, les Drahvins, les Sycorax, les Zygons, les Atraxi et les Draconiens ont tous détecté le signal et sont en orbite autour de la Terre. River Song dit au Docteur qu'il doit se sauver. Pour affronter ces ennemis, le Docteur affirme qu'ils ont l'avantage d'avoir avec eux « la machine de guerre la plus formidable de toute l'histoire de l'Univers » - à savoir l'armée romaine. River Song demande au commandant de la légion de les aider mais celui-ci se montre réticent. Un centurion mystérieux se porte toutefois volontaire et offre son aide.
Alors qu'il s'affaire sur la Pandorica, Amy interroge le Docteur sur la bague de fiançailles qu'elle a trouvé dans sa poche de veste. Il commence par lui dire qu'elle n'a pas d'importance et appartient à « une personne très proche », puis lui affirme que ce qui n'est pas oublié peut toujours revenir. La conversation est interrompue par les restes d'un costume de Cyberman qui cherche à se procurer un nouvel « hôte ». Le Docteur reçoit un choc électrique et Amy une fléchette empoisonnée, mais elle s'échappe et est secourue par le centurion mystérieux, qui s'avère être Rory Williams. Le Docteur, revenu à lui, ne parvient pas à comprendre comment Rory a pu ressusciter puisqu'il n'a jamais existé (voir La Révolte des intra-terrestres). Rory explique qu'il s'est simplement retrouvé dans la peau d'un Romain juste après son décès. À son désarroi, Amy ne le reconnaît aucunement. Entendant la phase finale d'ouverture de la Pandorica, le Docteur s'adresse aux races assemblées au-dessus de Stonehenge, leur rappelle les nombreuses fois où ils les a vaincues, et leur recommande de ne pas approcher. Ses menaces réussissent et les vaisseaux de tous genres se dispersent provisoirement. Il envoie River Song afin qu'elle lui ramène le TARDIS, et continue son inspection de la boîte.
River Song a des difficultés à piloter le TARDIS, qui se rend le 26 juin 2010 - la date même où il est prévu que l'explosion ait lieu. Alors qu'elle s'aventure à l'extérieur, un écran du TARDIS se fend dans la forme familière et une voix menaçante avertit que « un silence pesant régnera ». River réalise qu'elle a atterri dans le jardin d'Amy, dans lequel elle remarque des curieuses marques brûlées dans l'herbe, et entre explorer la maison. Parmi les affaires de la jeune femme, elle trouve un livre d'histoire illustré sur la Rome antique et reconnaît les légionnaires de Stonehenge dans les illustrations. Elle reconnait également la Pandorica sur la couverture d'un autre livre, sur la boîte de Pandore, et trouve une photo de Rory sur laquelle il est déguisé en soldat romain. Elle en informe le Docteur, qui commence à s'inquiéter de toutes ces constructions imaginaires tirées de l'esprit d'Amy et se demande qui a pu construire ce piège. Pendant ce temps, Rory tente d'obtenir qu'Amy se souvienne de lui. Sa fiancée, troublée, se met à pleurer sans comprendre pourquoi.
Découvrant la date à laquelle River a été emportée, le Docteur lui ordonne de quitter cette époque, mais le TARDIS est maintenant contrôlé de l'extérieur par une présence inconnue. Il lui enjoint alors d'en sortir car le TARDIS s'éteint automatiquement quand il est vide. Tout à coup, Rory et les légionnaires qui accompagnent le Docteur sont activés et s'avèrent être des Autons, les automates des Nestene. Rory reste avec Amy, se battant pour conserver sa part humaine et s'empêcher de tuer Amy, au moment précis où celle-ci se souvient de qui il est. Pendant ce temps les autres Autons capturent le Docteur et l'entraînent vers la Pandorica à présent ouverte - et vide. Les Daleks, les Sontariens et les Cybermen le rejoignent et révèlent le pot-au-rose : la prison a été construite pour le Docteur par une alliance de tous ses ennemis car ils pensent que le TARDIS va exploser et détruire l'univers. Le Docteur explique que c'est le TARDIS qui est une menace et non lui, et qu'ils doivent le laisser s'en occuper, mais les Daleks refusent de croire que quelqu'un d'autre puisse piloter le TARDIS et le Seigneur du Temps est enfermé malgré ses protestations désespérées.
Au même moment, Rory perd le contrôle de son corps et tire à bout portant sur Amy. River, qui a entendu la voix répéter qu'« un silence pesant régnera » réussit enfin à court-circuiter la porte du TARDIS mais trouve la sortie bloquée par une paroi rocheuse. Elle murmure « Je te demande pardon, mon amour » tandis que le TARDIS entre en phase critique et explose. La Pandorica se referme sur le Docteur, et l'univers s'éteint autour de la Terre tandis que le silence tombe.

## Continuité
- La Pandorica a été évoquée pour la première fois dans Le Prisonnier zéro par le prisonnier Zero, puis par River Song dans Le Labyrinthe des Anges, deuxième partie.
- Cet épisode a lieu pour River Song peu avant les événements ayant lieu dans Le Labyrinthe des Anges mais son emprisonnement (déjà effectif dans Le Labyrinthe des Anges) a déjà eu lieu.
- On revoit des personnages rencontrés dans cette saison : Vincent van Gogh (Tony Curran), dans Vincent et le Docteur, Winston Churchill (Ian McNeice) et le professeur Edwin Bracewell (Bill Paterson), dans La Victoire des Daleks, et la reine Élisabeth X (Sophie Okonedo), dans La Bête des bas-fonds.
- Parmi les ennemis qui encadrent le Docteur à la fin de l'épisode, on trouve des Daleks, des Autons, des Cybermen, des Sontariens, des Judoons, des Sycoraxs, un Hoix, des Siluriens (La Révolte des intra-terrestres) et des Roboforms. Sont aussi mentionnés des Chéloniens, la conscience Nestene, des Drahvins, des Terileptils et des Slitheen[2] ainsi que des monstres rencontrés dans les séries dérivées The Sarah Jane Adventures et Torchwood.

## Audiences
En France, l'épisode diffusé le 12 mars 2011 à 20 h 35 sur France 4 a été suivi par 340 000 téléspectateurs soit 1,5 % de parts de marché.

## Réception
L'épisode a reçu le prix Hugo 2011 de la meilleure série ou court-métrage.